# Mahiljovi terület
A Mahiljovi terület avagy Mogiljovi terület (belarusz nyelven Магілёўская вобласць, oroszul Могилёвская область [Magiljovszkájá oblászty]) Fehéroroszország egyik közigazgatási egysége. Az ország keleti részén terül el, székhelye Mahiljov. Délről a Homeli, nyugatról a Minszki, északról a Vicebszki terület határolja; keletről pedig Oroszország Szmolenszki és Brjanszki területével határos.

## Történelem
A Mahiljovi területet 1938. január 15-én hozták létre. 1954 januárjában a megszűnő Babrujszki terület 4 járását (Babrujszki, Kiravszki, Klicsavi, Aszipovicsi) hozzácsatolták. Mai területe 1960-ban alakult ki, amikor a Hluszki járást átcsatolták a Minszki területtől.

## Közigazgatás

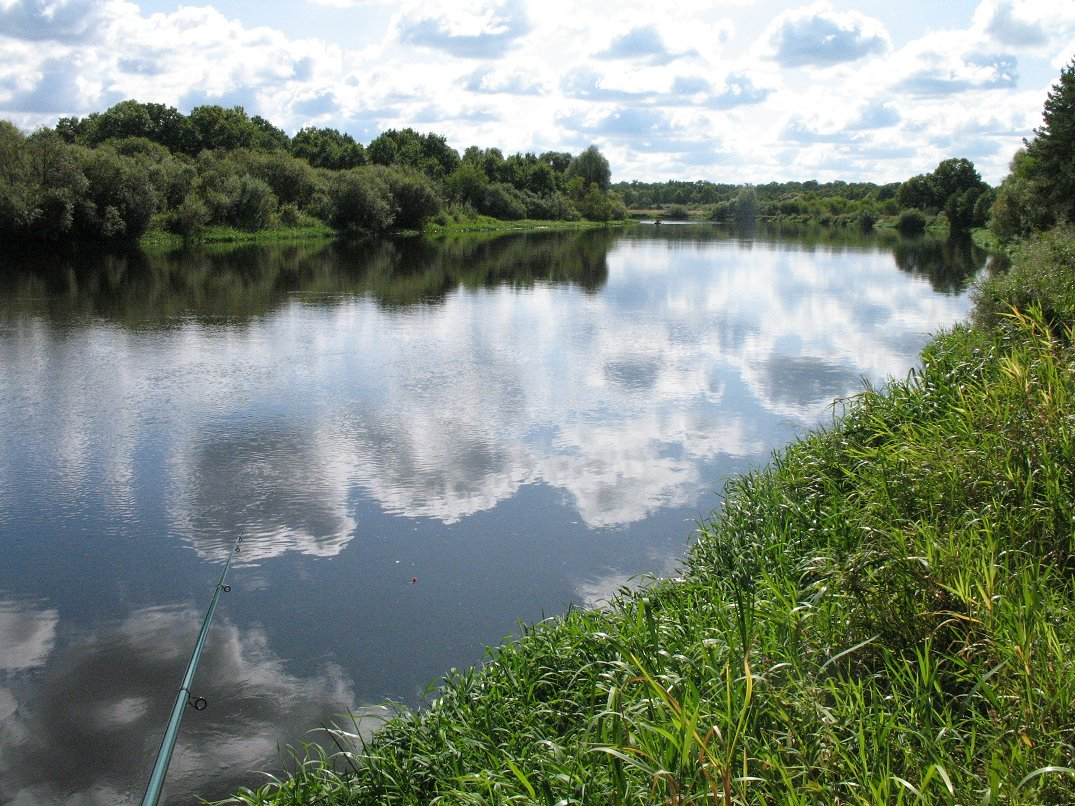
A Berezina folyó

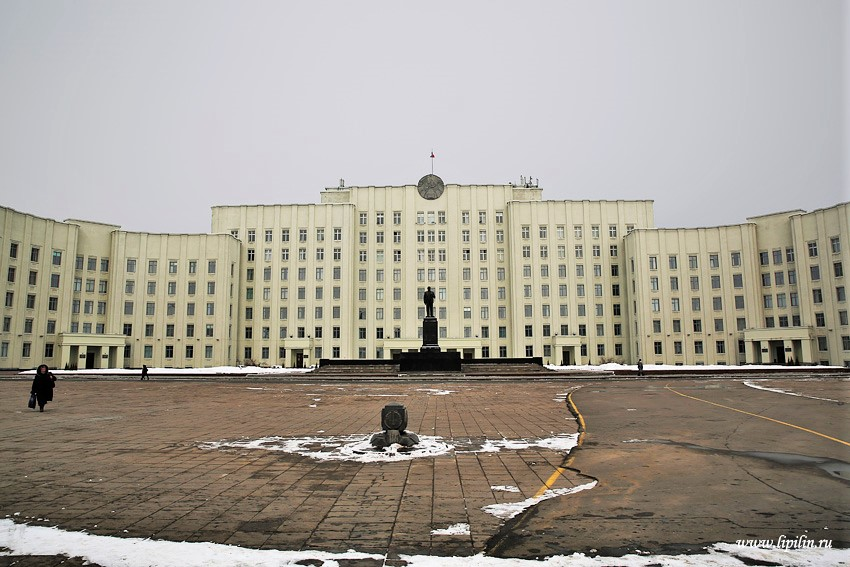
A területi adminisztráció épülete Mahiljovban

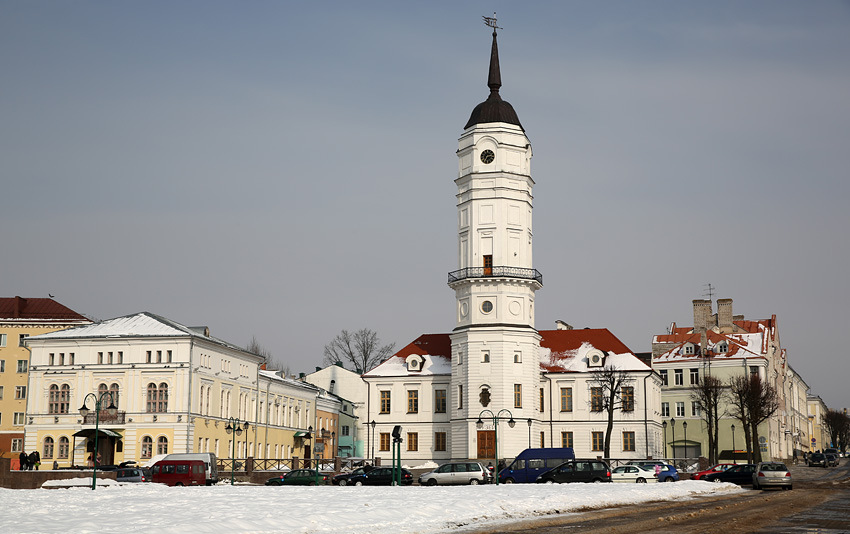
A mahiljovi városháza

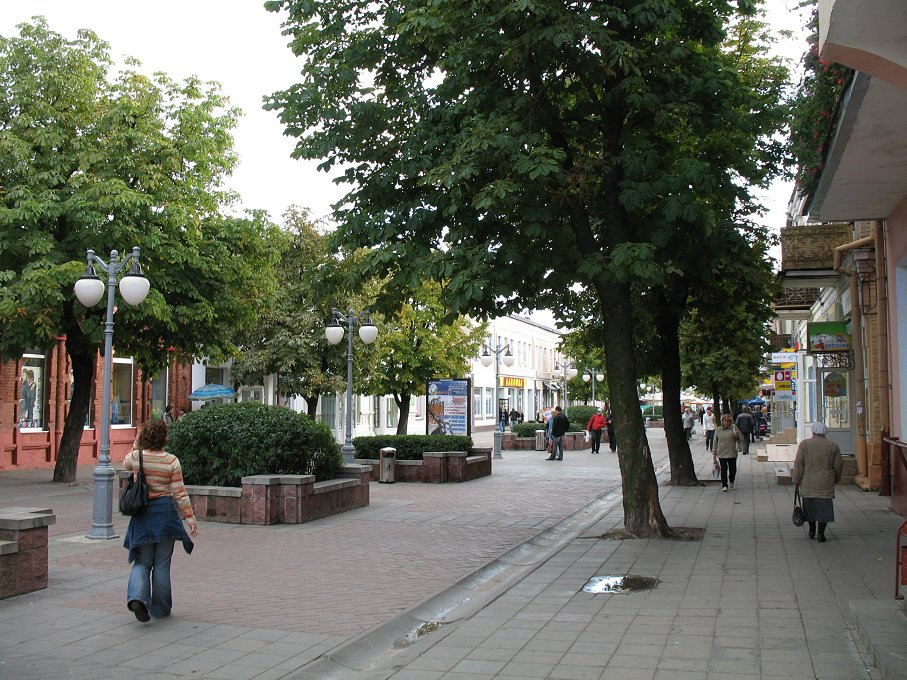
Babrujszki utcakép

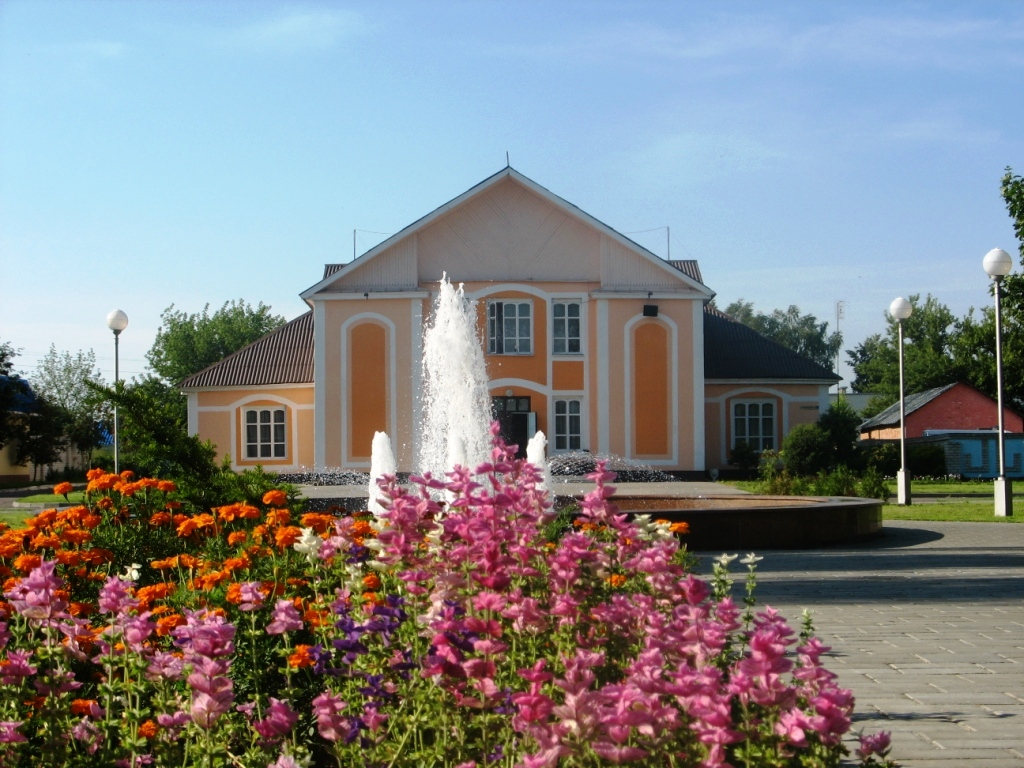
Hluszk

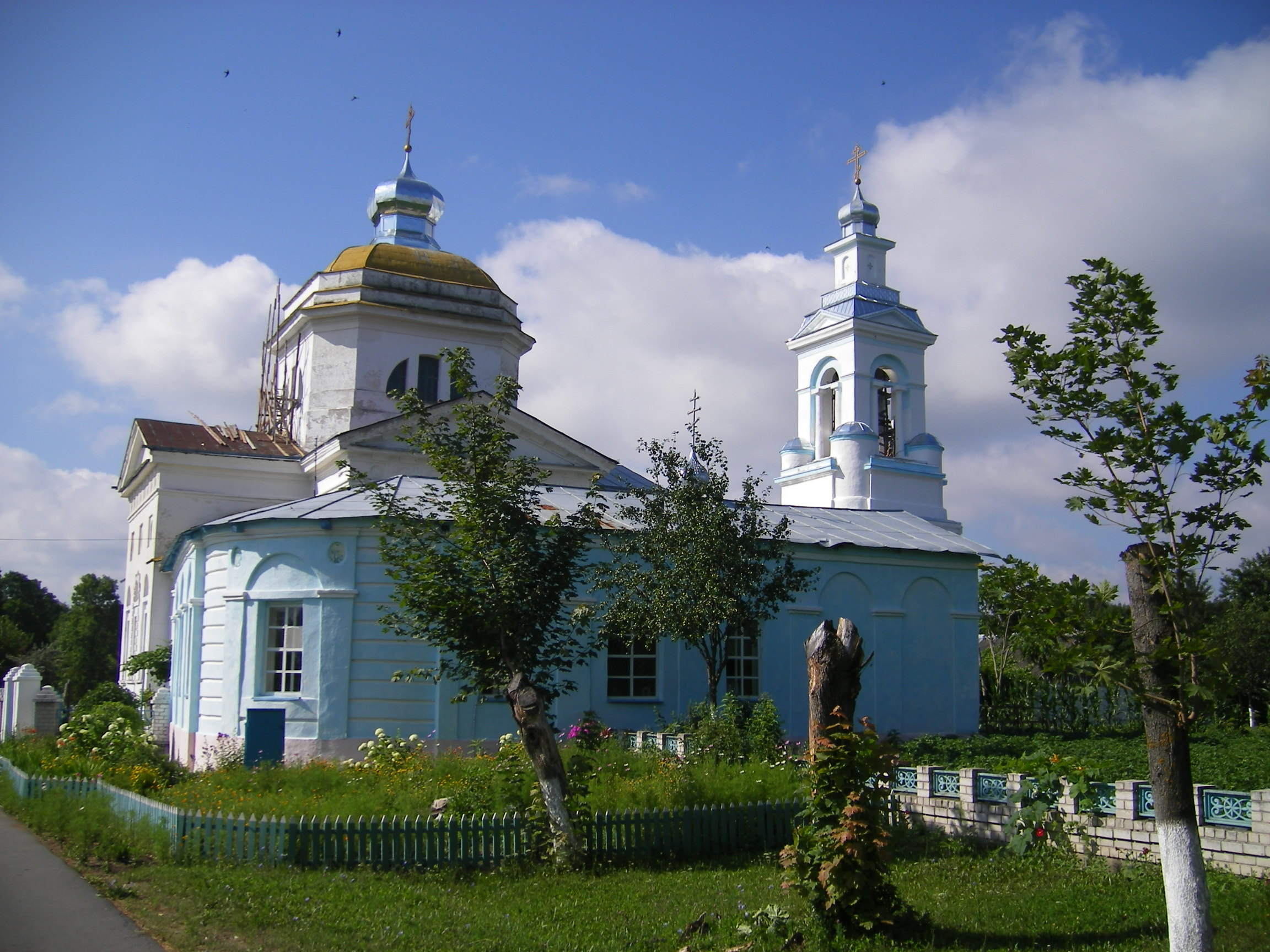
A Szűz Mária-templom Szlavharadban

A Mogiljovi terület 21 járásra és 2 járási jogú városra (Mahiljov, Babrujszk) oszlik. 15 városa, 9 városi jellegű települése és 194 községi tanácsa van (ez utóbbiak 3083 falusi települést igazgatnak). 

### Járások
| A Mahiljovi terület járásai | - Belinyicsi járás (Белыничский район) - Babrujszki járás (Бобруйский район) - Bihavi járás (Быховский район) - Hluszki járás (Глусский район) - Horki járás (Горецкий район) - Dribini járás (Дрибинский район) - Kiravszki járás (Кировский район) - Klimavicsi járás (Климовичский район) - Klicsavi járás (Кличевский район) - Krasznapollei járás (Краснопольский район) - Kricsavi járás (Кричевский район) - Kruhlajei járás (Круглянский район) - Kaszcjukovicsi járás (Костюковичский район) - Mahiljovi járás (Могилёвский район) - Mszciszlavi járás (Мстиславский район) - Aszipovicsi járás (Осиповичский район) - Szlavharadi járás (Славгородский район) - Hocimszki járás (Хотимский район) - Csavuszi járás (Чаусский район) - Cserikavi járás (Чериковский район) - Sklovi járás (Шкловский район) |

### Legnagyobb városai
Zárójelben a 2006-os becsült népesség
- Mahiljov (366,8 ezer fő)
- Babrujszk (220,2 ezer fő)
- Aszipovicsi (34,5 ezer fő)
- Horki (33,8 ezer fő)
- Kricsav (27,2 ezer fő)
- Bihav (16,5 ezer fő)
- Klimovicsi (14,8 ezer fő)
- Sklov (13,4 ezer fő)

### Városok és városi jellegű települések
(Zárójelben a hivatalos orosz nyelvű elnevezés szerepel.)

#### Városok listája
- Aszipovicsi (Oszipovicsi)
- Babrujszk (Bobrujszk)
- Bihav (Bihov)
- Csavuszi (Csauszi)
- Cserikav (Cserikov)
- Horki (Gorki)
- Kaszcjukovicsi (Kosztyukovicsi)
- Kiravszk (Kirovszk)
- Klicsav (Klicsev)
- Klimavicsi (Klimovicsi)
- Kricsav (Kricsev)
- Mahiljov (Mogiljov)
- Mszciszlav (Msztyiszlavl)
- Sklov
- Szlavharad (Szlavgorod)

#### Városi jellegű települések listája
- Bjalinyicsi (Belinyicsi)
- Dribin
- Hocimszk (Hotyimszk)
- Hlusa (Glusa)
- Hluszk (Gluszk)
- Jalizava (Jelizovo)
- Krasznapolle (Krasznopolje)
- Kruhlaje (Krugloje)
- Tatarka

## Népesség
A népesség 86,3%-a belarusz, 10,9%-a orosz, 1,7%-a ukrán nemzetiségű.
Lakosságának 71%-a él városokban, 29%-a falvakban. 

## Külső hivatkozások
- Hivatalos honlap (oroszul)
- Műemlékek listája (oroszul)